# Progettista

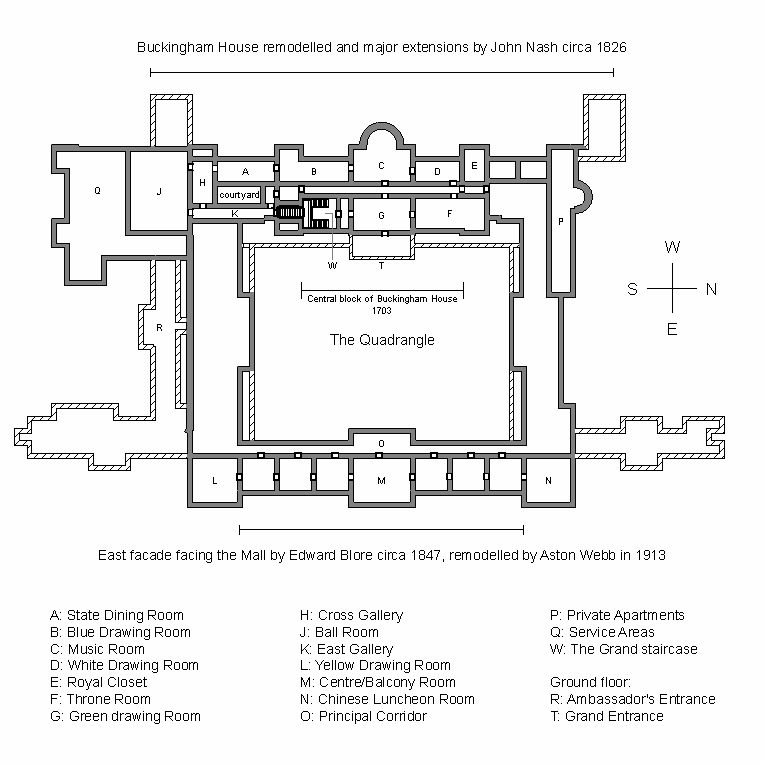
Progetto di Buckingham Palace

Il progettista è chi redige un progetto, spesso di carattere architettonico o tecnico progettuale, attraverso un processo o attività di progettazione: si tratta di una figura professionale che, con un proprio bagaglio culturale ed una congrua esperienza, pensa e concepisce prima ciò che verrà costruito dopo.
Nell'ambito tecnico-edilizio, i professionisti competenti in progettazione sono: l'ingegnere, l'architetto, l'agronomo, il geologo, il geometra e il perito industriale; nel campo della progettazione sociale i professionisti sono l'antropologo, l'economista, il sociologo e l'agronomo.
Non esiste una sola progettazione, ma tante tipi di progettazioni quanti sono i campi del sapere umano: difatti per progettazione si intende anche la professione propria di chi applica una o più metodologie di presentazione di proposte progettuali come ad esempio quelle del Quadro logico, dei Work Packages, delle Theories of change.

## Caratteristiche
Il progettista redige un progetto e definisce cosa verrà costruito e come verrà costruito. Per raggiungere questo obiettivo, il progettista deve possedere un'approfondita conoscenza dei materiali, delle tecniche di assemblaggio, delle norme tecniche e delle leggi che insistono sulla materia in cui intende operare.
I progettisti che esercitano la libera professione devono essere abilitati con un proprio iter formativo ed un esame finale. L'esame dà diritto all'iscrizione ad un collegio o ordine che rilascerà a sua volta un timbro ed un numero di matricola. Tutti i progetti che verranno redatti dai progettisti a questo punto verranno timbrati e firmati. Il timbro e la firma hanno principalmente due funzioni: la responsabilità di quello che si è progettato e la paternità morale delle scelte operate nella progettazione.

### Strutture di progettisti
Spesso le competenze necessarie alla redazione di un progetto sono talmente variegate e complesse che non è possibile che un solo progettista possa assolvere ad un incarico: nascono così gli studi di progettazione associati o le società di ingegneria dove all'interno solitamente c'è un progettista capo e poi c'è una rosa di collaboratori progettisti, ciascuno con una competenza specifica.
Solitamente, le strutture di piccole dimensioni sono formate da due specializzazioni:
- progettista edilizia
- progettista impiantista

Negli studi più grandi a sua volta queste due specializzazioni sono ulteriormente divise in:
- progettista del verde o rurale
- progettista geologo
- progettista architettonico
- progettista grafico
- progettista strutturale
- progettista elettrico
- progettista meccanico
- progettista antincendio (CPI)

## Altre concezioni di progettista
Il concetto di progettista non è limitato al solo libero professionista abilitato a norma di legge. Esistono infatti settori in cui la progettazione svolge un ruolo cardine, ma è affidata a soggetti la cui capacità professionale non è soggetta a norma.
- Progettista web: Per progettare un sito web per esempio, non c'è bisogno di alcuna abilitazione, ma specifiche capacità e conoscenze di informatica e del World Wide Web,
- Progettista europeo: per sviluppare progetti che possano accedere ai finanziamenti dell'Unione europea è necessaria la capacità di utilizzo del Project Cycle Management
- Progettista della formazione: la progettazione formativa è di norma demandata a professionisti (formatori, docenti, pedagogisti, sociologi, psicologi, ecc.) con specifiche competenze nel settore della formazione.
- Progettista di fragranze: per progettare una fragranza non c'è bisogno di abilitazione ma sensibilità e tecnica che si può acquisire in scuole di profumeria specifiche. Le più note si trovano a Grasse e a Versailles, in Francia.

## Designer
Con il termine designer (letteralmente, progettista) s'indica una figura professionale, che si occupa della progettazione di moltissimi tipi di artefatti. Nello specifico, esistono diverse competenze specialistiche, nel campo del design (in inglese significa letteralmente "progetto"), che definiscono differenti qualità e capacità professionali.
In Italia i primi designer sono stati dei laureati in architettura (ma anche artisti ed artigiani) che hanno creato una figura professionale "ibrida", quella del designer/architetto a fronte anche della necessità di arredare gli spazi e ambienti progettati con elementi specifici, principalmente mobili, divenuti successivamente delle produzioni seriali immesse liberamente sul mercato. Attualmente le cose sono molto cambiate, i futuri progettisti si preparano nelle università di design.
A questo scopo sono presenti nelle università corsi di laurea che formano designer, che conferiscono il titolo di dottore in disegno industriale (classe L-4: "Disegno industriale" e la laurea magistrale LM-12 "Design"). Inoltre in Italia e all'estero, esistono numerose università e scuole di formazione superiore (come gli istituti superiori per le industrie artistiche (ISIA) o gli indirizzi di progettazione artistica per l'impresa (graphic design e fashion design) nelle Accademie di Belle Arti) che preparano molti dei designer operanti sul territorio nazionale ed europeo.

### Ordini e associazioni
Attualmente non esiste un ordine professionale specifico. I designer sono inquadrati, dal punto di vista contributivo, come "artigiani". I designer (soprattutto i designer industriali) fanno capo, generalmente, all'ADI (Associazione per il disegno industriale), articolata in delegazioni territoriali su base regionale, che comprende tra i suoi soci anche le aziende "design oriented" e che svolge, in questo modo, funzione di coordinamento tra impresa e professionista. Per i designer della comunicazione si fa solitamente riferimento all'AIAP (Associazione Italiana Progettazione per la Comunicazione Visiva). Attualmente l'unico ordine professionale al quale possono iscriversi i designer è quello dei periti industriali laureati. Tale ordine prevede l'accesso della laurea in Disegno Industriale classe 42 nella sezione Disegnatori di Tessuti. Tale sezione non è soddisfacente per un laureato in disegno industriale, che è in grado di svolgere compiti notevolmente più complessi e attinenti a vari rami dell'architettura e dell'ingegneria.

## Specializzazioni deldesigner
Le principali specializzazioni del designer sono:
- Il Disegno industriale (Progettazione del prodotto industriale) che si occupa di beni di consumo e servizi di varia natura, dagli utensili agli oggetti per la casa (es. sedie), dai mezzi di trasporto terrestre a quello nautico, agli apparecchi d'illuminazione, agli accessori di moda, dal packaging design ai prodotti per un'utenza ampliata, ecc.
- Il Design della comunicazione (Progettazione per la comunicazione visiva) che si occupa di prodotti editoriali (es. il libro), segnaletica (wayfinding, in inglese), es. di musei, di ospedali, di aeroporti, sistemi di identità visiva (corporate identity, in inglese) per aziende, enti ed istituzioni culturali; di comunicazione sociale; di caratteri tipografici (type design); di packaging design; interfacce comunicative (interaction design); oltre che dei sistemi interattivi e multimediali come i prodotti digitali e siti web, ecc.
- Il Design d'interni che si occupa di progettare lo spazio e l'arredamento per organizzare gli interni di abitazioni e allestimenti.

Questa professione tipicamente comporta la necessità di possedere spiccate doti creative e di avere, al contempo, una o più aree di competenza tecnica specifica. Inoltre, si deve possedere un solido bagaglio culturale che riguarda molteplici campi della conoscenza umana.
Il designer può lavorare come singolo libero professionista o come membro di uno studio professionale, operante - o meno - in forma associata. Può anche svolgere la sua attività all'interno di aziende fortemente orientate al design e dunque interessate alla produzione o commercializzazione di beni o servizi.
Alcuni esempi di specializzazione per un designer possono essere il designer per l'editoria, automobilistico, il graphic designer, il fashion designer, il game designer, l’industrial designer, l’interior designer, il landscape designer, il webdesigner, ecc.

## Il progettista in Italia
In Italia ci sono vincoli e limiti di progettazione stabiliti dalle leggi:
- per quanto riguarda gli impianti elettrici, il decreto ministeriale n. 37 del 2008, che ha sostituito, incorporandola di fatto anche se con alcune modifiche sostanziali, la legge n. 46 del 1990.
- per gli impianti di termici e di climatizzazione, la legge n. 10 del 1991.

La legge n. 46/1990 inoltre introduce all'articolo 6 comma 1 una severa limitazione: esso, obbligando la redazione del progetto oltre certi limiti dimensionali, dice espressamente "nell'ambito delle proprie competenze". Nell'interpretazione rigorosa di questa legge, per fare un esempio, un ingegnere chimico non potrebbe progettare impianti elettrici.